# La Vie de Marianne (mini-série)
Pour les articles homonymes, voir La Vie de Marianne (homonymie).
La Vie de Marianne est un feuilleton télévisé français en six épisodes de 52 minutes, réalisée par Pierre Cardinal d'après le roman éponyme de Marivaux, diffusée du 23 septembre au 28 octobre 1976 sur TF1.
Au Québec, elle est diffusée à partir du 8 décembre 1978 à la Télévision de Radio-Canada.

## Distribution
- Nathalie Juvet : Marianne
- Malka Ribowska : Mme de Ste Hernière
- Colette Bergé : La religieuse
- Marie Cecora : La fausse mère
- Henri Crémieux : Le curé
- Georges Chamarat : Le baron
- Anne-Marie Philipe

## Épisodes
1. Une enfant prédestinée
2. La Demoiselle de compagnie
3. Une ingénue à Paris
4. Jolie grisette
5. La Dernière des créatures
6. Madame de Valville